# Willibald Wolfsteiner
Willibald Wolfsteiner, osb, né le 8 août 1855 à Munich et mort le 24 avril 1942 à Ettal, est un bénédictin bavarois qui fut le premier abbé d'Ettal après sa refondation en 1900.

## Biographie
Willibald Wolfsteiner est d'abord novice à l'abbaye de Beuron, puis il devient maître des novices, après sa profession, à l'abbaye d'Emmaüs de Prague. Il est envoyé ensuite à l'abbaye de Seckau en Autriche, où il est choisi comme prieur.
En 1900, un groupe de moines de l'abbaye de Scheyern part redonner une vie monastique bénédictine à l'abbaye d'Ettal fondée en 1330 et sécularisée en 1803 par le recès d'Empire inspiré de Napoléon Bonaparte. Il part les rejoindre en 1903 afin d'en être le prieur. Ettal retrouve son rang d'abbaye en 1907 et il est choisi comme nouvel abbé.Il restaure les bâtiments monastiques et ouvre un Gymnasium réputé. Il conserve cette charge, jusqu'en 1933, date à laquelle le P. Angelus Kupfer lui succède. Le P. Wolfsteiner est opposant dès le commencement à l'idéologie athée du national-socialisme qui ferme les écoles des congrégations religieuses. Il réunit des intellectuels opposés comme lui, parmi lesquels le pasteur Dietrich Bonhoeffer ou l'abbé de Metten, le TRP Corbinian Hofmeister.
Le P. Wolfsteiner meurt en pleine guerre en 1942 à l'âge vénérable de quatre-vingt-sept ans.

## Source
- (de) Cet article est partiellement ou en totalité issu de l’article de Wikipédia en allemand intitulé « Willibald Wolfsteiner » (voir la liste des auteurs).